# Beleg van Rome (537-538)
Het Eerste Beleg van Rome in de Gotische Oorlog duurde één jaar en negen dagen, van maart 537 tot maart 538. De strijd werd geleverd door de verdedigende Byzantijnen, onder leiding van generaal Belisarius, en de Ostrogoten, onder leiding van Witiges. Het beleg was het eerste grote treffen van de twee tegenstanders en speelde een beslissende rol in het verdere verloop van de oorlog.